# 楊一鈞
楊一鈞（1476年6月1日—？年），字秉衡，四川鄰水縣人，明朝政治人物。

## 生平
早年為監生，四川鄉試第二十九名，中式弘治十五年（1502年）壬戌科會試第八十一名，二甲第三十名進士出身，時年二十七。歷任戶部主事，管淮安鈔关，升戶部郎中、漢中府知府，禦侮救荒，民賴以安，漢中人為祀名宦。官至浙江按察司副使。

## 家族
父楊純是成化八年（1472年）壬辰科進士。楊一鈞行五，明憲宗成化十二年五月初十日（1476年6月1日）生。
曾祖楊思聰。祖楊輔，贈監察御史。父楊純，按察司副使。嫡母湯氏，封孺人，生母劉氏。慈侍下。兄楊萬鈞，義官；楊千鈞，義官；楊百鈞。義官；楊十鈞。娶周氏。